# Michał Radlicki
Michał Radlicki (ur. 22 lutego 1962 w Warszawie) – polski geograf, urzędnik i dyplomata w stopniu ambasadora tytularnego, Dyrektor generalny MSZ (1997–2001), ambasador RP we Włoszech (2002–2007) i Algierii (2011–2015).

## Życiorys
W 1980 rozpoczął studia na Wydziale Geografii i Studiów Regionalnych Uniwersytetu Warszawskiego. W 1984, w ramach wymiany stypendialnej, wyjechał na roczny staż do Algierii. W ramach badań naukowych odbył podróże do Mali, Nigru oraz Burkina Faso. Tytuł magistra geografii uzyskał w 1987. Na początku 1989 rozpoczął pracę w biurze wyborczym przy przewodniczącym NSZZ „Solidarność” w Warszawie.
Po wyborach w 1989 rozpoczął pracę w Biurze Zagranicznym Obywatelskiego Klubu Parlamentarnego. W następnym roku został przyjęty do służby zagranicznej. Początkowo pracował w Konsulacie Generalnym RP w Lille, następnie w gabinecie ministra jako młodszy ekspert. W styczniu 1991 wyjechał jako II sekretarz do ambasady RP w Brukseli, gdzie odpowiadał za współpracę z Kwaterą Główną NATO. W Brukseli pozostał do listopada 1992. Po powrocie do centrali został mianowany wicedyrektorem, a pięć miesięcy później – dyrektorem gabinetu ministra Krzysztofa Skubiszewskiego, którą to funkcję pełnił do lutego 1995. W latach 1995–1997 pracował jako doradca w firmie Peugeot Polska.
W 1997 wrócił do MSZ i 16 grudnia został powołany na stanowisko dyrektora generalnego MSZ i pełnił tę funkcję do 20 listopada 2001 (z przerwą w lipcu 2001). W tym czasie powstała pierwsza ustawa o służbie zagranicznej i szereg aktów wykonawczych. W styczniu 2002 został mianowany ambasadorem nadzwyczajnym i pełnomocnym RP w Republice Włoskiej, akredytowanym w San Marino oraz na Malcie. Od 2007 na stanowisku dyrektora Biura Finansów MSZ. Równolegle wykładał w Akademii Dyplomatycznej PISM w zakresie analizy tekstów oraz technik prezentacji. Wykładał gościnnie na Uniwersytecie Warszawskim oraz w Collegium Civitas. Od 2011 do 2015 był ambasadorem RP w Algierskiej Republice Ludowo-Demokratycznej, akredytowanym dodatkowo w Mali i Burkina Faso. W 2016 jako chargé d’affaires był odpowiedzialny za otwarcie po 8 latach przerwy ambasady RP w Dakarze.
Posługuje się biegle językami: angielskim, francuskim, włoskim oraz rosyjskim na poziomie średnio zaawansowanym. Jest żonaty, ma dwoje dzieci.

## Odznaczenia
- Wielki Oficer Orderu Gwiazdy Solidarności Włoskiej (2007)[6]